# Pachynema
Pachynema es un género con ocho especies de plantas  perteneciente a la familia Dilleniaceae.

## Taxonomía
El género fue descrito por R.Br. ex DC. y publicado en Regni Vegetabilis Systema Naturale 1: 397, 411. 1818[1817]. La especie tipo es: Pachynema complanatum R. Br. ex DC. 

## Especies
- Pachynema complanatum R.Br. ex DC.
- Pachynema conspicuum Benth.
- Pachynema diffusum Craven & Dunlop
- Pachynema dilatatum Benth.
- Pachynema hooglandii Craven & Dunlop
- Pachynema junceum Benth.
- Pachynema praestans Craven & Dunlop
- Pachynema sphenandrum F.Muell. & Tate